# Luan Pinari
Luan Pinari (Tirana, 27 ottobre 1977) è un ex calciatore albanese, di ruolo difensore.

## Carriera

### Nazionale
Ha collezionato 5 presenze segnando anche un gol con la Nazionale albanese.